# Inaccessible
Inaccessible is een eiland in de Atlantische Oceaan. Het eiland is van vulkanische oorsprong, de vulkaan is gedoofd. Het onbewoonde eiland behoort tot de Tristan da Cunha-archipel die op zijn beurt deel uitmaakt van het Britse overzeese gebied Sint-Helena, Ascension en Tristan da Cunha. Het eiland heeft een oppervlakte van 14 km² en bevindt zich op ongeveer 40 kilometer ten zuidwesten van het hoofdeiland.
Inaccessible Island is een beschermd natuurreservaat sinds 1994 en staat vanaf 2004 op de Werelderfgoedlijst van de UNESCO; het is toegevoegd aan het natuurreservaat Gough dat sinds 1995 op de lijst staat. De huidige naam van het reservaat is Gough and Inaccessible Islands.

## Vorm en bodem
Het is een rechthoekig eiland dat loodrecht uit zee oprijst tot 561 meter hoogte bij Swales Fell. De bovenzijde is bijna helemaal vlak. Aan de noordoostzijde, aan de voet van het klif is een klein plateau. Het is de enige plaats waar veilig geland kan worden, maar vanaf dat punt is het vrijwel niet mogelijk de bovenkant van het eiland te bereiken. Die mogelijkheid bevindt zich wel aan de westkant, waar het vanwege de stormen en deining bijna nooit mogelijk is aan te meren. Inaccessible is dus zo goed als ontoegankelijk.
De Tristan da Cunha-eilanden zijn onderdeel van een (onderzeese) bergketen van vulkanen, die zich uitstrekt naar het westen, van de Walvisrug tot aan de Mid-Atlantische rug. De eilanden rijzen steil op uit de omringende zeebodem, die meer dan 3000 meter diep is. Tristan da Cunha is met 1 miljoen jaar relatief jong, Nightingale is het oudste eiland in de archipel: 18 miljoen jaar. Inaccessible is een schildvulkaan en is waarschijnlijk ongeveer 5 miljoen jaar geleden ontstaan. De belangrijkste componenten van de eilandbodem zijn basaltische lavastromen met daartussen lagen pyroclastisch materiaal. De stromen lopen in oostelijke richting, wat erop wijst dat het oorspronkelijke vulkanische centrum ten westen van het huidige eiland ligt. Er zijn dunne basaltstromen, afgewisseld met lagen as, sintel en slakken. Deze stromen zijn op sommige plaatsen, zoals bij Harolds Plain, bedekt met dikkere lagen trachiet. Daaropvolgende vulkanische activiteit heeft dikes van intrusief trachiet achtergelaten, alsmede koepels en vulkanische proppen aan de westzijde bij South Hill, Pyramid Rock, Michael’s Massif en het Shield, een grote koepel achter Skua Pond. Als laatste zijn door recentere vulkanische activiteit vier slakkenkegels gevormd op het plateau bij Round Hill, Joe’s Hill, Denstone Hill en Pig Beach Hill. Bij Round Hill is de typische kegelvorm het best behouden.

## Ontdekking, onderzoek en bewoning
Inaccessible werd door Nederlanders ontdekt. In 1654 droeg de VOC Jan van Riebeeck op vanuit Kaap de Goede Hoop Tristan da Cunha nader te onderzoeken. In 1655 werd het galjoot ’t Nachtglas onder de aanvoering van Jan Jacobszoon op verkenningstocht naar de eilandengroep gestuurd. Het was de eerste officiële onderzoeksexpeditie naar Tristan da Cunha. In januari 1656 zeilde ’t Nachtglas enige tijd heen en weer tussen de eilanden. Jan Jacobszoon noemde het huidige eiland Inaccessible naar zijn schip: Nachtglas Eylant. Van Riebeeck constateerde dat Tristan da Cunha ongeschikt was als verversingsplaats voor de VOC, omdat het aanmeren er te gevaarlijk was. De eilandengroep werd geen Nederlandse kolonie. Later, in 1767, bezocht de Fransman d'Etchevery Tristan. Niet wetende dat het al ontdekt was, doopte hij het eiland Nachtglas om tot Inaccessible. Een Franse naam, die later ongemerkt verengelst kon worden zonder dat zelfs maar de spelling hoefde te worden veranderd. Inaccessible betekent "ontoegankelijk" in het Frans en het Engels. In 1811 had het eiland korte tijd een andere naam, toen een avonturier, Jonathan Lambert uit Massachusetts, zichzelf op 4 februari 1811 op Tristan tot koning kroonde. Hij doopte het hoofdeiland om tot Refreshment Island, Nightingale werd Lovel Island, Inaccessible werd Printard Island. Het was snel voorbij. Op 17 mei 1812 verongelukte Lambert op zee, waarmee het zelfbenoemde koninkrijk ten onder ging.

### Drenkelingen
De schepen die in de negentiende eeuw de Kaap rondden, gebruikten eilanden als Inaccessible vaak voor navigatiedoeleinden, maar omdat het eiland niet helemaal goed in kaart was gebracht, waren de oude zeilschepen veelal overgeleverd aan de elementen, wat niet zelden tot schipbreuk leidde. Tot 1997 zijn er zeker 33 schipbreuken geweest in de Tristan da Cunha-archipel. Er zijn 22 scheepswrakken bekend, zeker vier schepen liepen op de klippen bij Inaccessible, de Blenden Hall, bij Blenden Hall in 1821, de Shakespeare, bij Pig Beach in 1883, de Helen St. Lea, bij North Point in 1897 en in 1993 een onbekend schip. De grootste ramp was de ondergang van de Blenden Hall. Het schip, dat op weg was van Gravesend in Kent naar Bombay, liep op de mistige morgen van 22 juli 1821 aan de grond. Hoewel van de 84 opvarenden, passagiers en bemanning, er 82 de schipbreuk overleefden, waren ze er slecht aan toe. Zonder schuilplaats raakten ze onderkoeld en hongerig. De sfeer was slecht, veel van de overlevenden ruzieden, vochten, stalen en zopen zich zat aan de aangespoelde drank. Ze overleefden door te eten wat de natuur hen bood: wilde selderie, zeeberen en pinguïns. Het werd snel duidelijk dat ze op een onbewoond eiland terecht waren gekomen, niet op Tristan da Cunha. De drenkelingen begonnen boten te bouwen en probeerden Tristan te bereiken. De eerste boot met de kok en vijf bemanningsleden verdween spoorloos. Een tweede poging had succes en op 10 november 1821 organiseerden de bewoners van Tristan een reddingsactie.

### De Stoltenhoffs
In 1816 werden er door de bewoners van Tristan geiten en varkens uitgezet op Inaccessible om als bron van voedsel te dienen. De beesten waren daar nog toen in 1871 de Duitse gebroeders Stoltenhoff, Gustav (1852) en Friedrich (1847), naar het eiland kwamen. Het was hun plan te leven van de pelsrobbenjacht: door de bontvellen aan passerende schepen te slijten zouden ze hun fortuin maken. Ze hadden over het hoofd gezien dat Inaccessible zelden bezoekers had.
Gustav had in 1870 al eens korte tijd op Tristan gewoond. Hij voer op het schip de Beacon Light, dat ten onder ging als gevolg van een brand in het kolenruim. Op Tristan kregen de schipbreukelingen onderdak, daar hoorde hij dat de eilanders op pelsrobbenjacht gingen op Inaccessible. Robbenjacht was lucratief en in 1869 zouden 1700 bontvellen op Inaccessible bemachtigd zijn. Gustav zou na enige omzwervingen terugkeren naar Inaccessible. Deze keer nam hij zijn broer mee. Op 27 november 1871 werden de broers, ruimschoots bepakt en bezakt, afgezet op het smalle strand aan de oostkant van Inaccessible. Daar, aan de voet van een steile wand tussen de pinguïns begon hun verblijf, dat twee jaar zou duren en een aaneenschakeling van tegenslag en ellende zou worden. Ze trokken zich langs de steile wand omhoog aan het stugge gras om boven op het plateau te komen, waar ze op de verwilderde varkens en geiten jaagden. Het varkensvlees bleek walgelijk te smaken, een visachtige levertraansmaak, doordat de varkens leefden van de eieren en kuikens van zeevogels. De varkens zijn in de twintigste eeuw welbewust uitgeroeid omdat ze een bedreiging vormden voor de kwetsbare zeevogelkolonies. De geiten smaakten erg goed, maar de Tristanieten die het eiland bezochten bleken de broers vijandig gezind. Ze schoten de geiten neer en knuppelden de laatste pelsrobben en zeeolifanten dood. In oktober 1873 gaven de Stoltenhoffs het uitgeput en uitgehongerd op. Ze werden gered door het expeditieschip HMS Challenger, dat in 1873 voor korte tijd aanlegde om de flora en fauna te bestuderen. De broers gingen mee naar Kaapstad, waar ze de rest van hun leven doorbrachten. Onder de indruk van het avontuur van Gustav en Friedrich doopte kapitein Nares van de Challenger een naamloos eilandje voor de kust van Nightingale, "Stoltenhoff Island".

## Meer onderzoek
In 1922 bracht de ontdekkingsreiziger Ernest Shackleton het eiland een kort bezoek met zijn schip de Quest. De botanicus in zijn gezelschap ontdekte de vogel die nu zijn naam draagt,  Wilkins' gors (Nesospiza wilkinsi). G.H. Wilkins wilde ook graag een specimen van het "eilandhoen", maar het lukte hem niet er een te pakken te krijgen. Toen de Quest vertrok drukte hij de missionaris van Tristan da Cunha, H.M.C. Rogers, op het hart al het mogelijke te doen om materiaal voor hem te verzamelen. Het resultaat was dat op 5 juli 1923 twee stoffelijke resten van een bijna zwarte, ondermaatse, niet-vliegende ral bij het British Museum arriveerden. De Inaccessible-eilandral werd vernoemd naar Rogers (Atlantisia rogersi).
Een Noorse wetenschappelijke expeditie verbleef in 1938 drie weken op het eiland. De leden beklommen het plateau en legden een uitgebreide verzameling planten, vogels en stenen aan.
Na de Tweede Wereldoorlog ontstond het plan Inaccessible te ontwikkelen tot landbouw- en veeteeltgebied, maar het plan haalde het niet, waardoor de unieke flora en fauna bewaard zijn gebleven.
De Royal Society Expedition van 1962 naar de Tristan-archipel zette wetenschappers aan land, maar het land bleek andermaal ontoegankelijk, zodat het in kaart brengen vanaf het schip gebeurde, maar het was zo bewolkt dat ook daar niet veel van terechtkwam. Een nauwkeurige kaart van het eiland is ook in de eenentwintigste eeuw nog altijd moeilijk te vinden.
Verrassend genoeg is het eiland het grondigst geëxploreerd toen een groep schooljongens van het Denstone College met hun leraren van Engeland naar Inaccessible voer en daar op 25 oktober 1982 aan land ging. Ze bleven tot 9 februari 1983 en maakten gedetailleerde kaarten, bestudeerden flora en fauna en brachten de geologie van Inaccessible in kaart. Ze ringden meer dan 3000 vogels. Alles bij elkaar droegen hun inspanningen meer bij tot de algemene kennis van het eiland dan welke eerdere expeditie ook.
Pijlstormvogels zijn er in overvloed bij de Tristangroep en ook bij de tijdelijke bewoners van de Denstone College-expeditie stonden ze op het menu. De jongens en mannen creëerden hun eigen pijlstormvogelrecept. Niet toevallig lijkt de naam van dit recept op "Chicken Marengo", dat op zijn beurt genoemd is naar Napoleons slag bij Marengo: Shearwater Marengo, voor zestien personen. De ingrediënten: 24 pijlstormvogels van diverse leeftijden, in kleine stukjes gesneden, plantaardige olie, knoflookpoeder, 'mixed herbs' uit Kaapstad, 7 lb. gepelde tomaten uit blik, 4 oz. champignonsoeppoeder, 1 pint heet water, een blikje boter, sap van twee sinaasappels, en 4 oz. gedroogde sperziebonen. Zout en peper. Bereidingswijze: doet er niet toe, maar braad eerst de vogels in de olie en gebruik vervolgens diezelfde olie om met de rest van de ingrediënten de saus te maken.

## Vogels

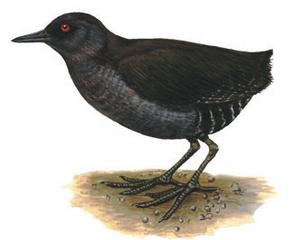
Inaccessible-eilandral

Het eiland is waarschijnlijk het bekendst door de Inaccessible-eilandral (Atlantisia rogersi), de kleinste niet-vliegende vogel van de wereld. Het eiland is aangewezen als een gebied dat internationaal van belang is als leefgebied voor wilde vogels (IBA) door BirdLife International. Er broeden zeevogels en endemische landvogels. Voor de volgende zeevogelsoorten is deze IBA van groot belang: noordelijke rotspinguïn (Eudyptes moseleyi, max. 27.000 broedpaar), tristanalbatros (Diomedea dabbenena, 2-3 paar), zwarte albatros (Phoebetria fusca, 200 paar), geelneusalbatros (Thalassarche chlororhynchos, 1100 paar), breedbekprion (Pachyptila vittata, max. 500.000 paar), donsstormvogel (Pterodroma mollis, max. 50.000 paar), brilstormvogel (Procellaria conspicillata), grote pijlstormvogel (Ardenna gravis, max. 2 miljoen paar), Pacifische kleine pijlstormvogel (Puffinus assimilis, max. 50.000 paar), bont stormvogeltje (Pelagodroma marina, max. 50.000 paar), witbuikstormvogeltje (Fregetta grallaria, max. 50.000 paar) en zuidpoolstern (Sterna vittata), verder de landvogels Inaccessible-eilandral (max. 5000 paar), tristanlijster (Turdus eremita) en tristangors (Nesospiza acunhae).

## Overige natuur
Boomvarens en struiken groeien op het veenachtige plateau met een gordel van Spartina arundinacea of tussock grass, een manshoge stugge slijkgrassoort die groeit op rotsachtige bodem. Er groeit selderij in het wild.
De geiten en varkens zijn verdwenen en ook van de andere uitheemse dieren, de runderen, schapen en honden die in de loop van de tijd naar Inaccessible zijn gebracht, resteren er geen.
De subantarctische zeebeer en de zuidelijke zeeolifant zijn op Inaccessible waargenomen, eromheen een toenemend aantal walvissen. Landzoogdieren, reptielen, amfibieën of vlinders zijn niet waargenomen op het eiland. Wel is er een flora bestaande uit 64 plaatselijke plantensoorten, waaronder 20 soorten bloeiende planten en 17 varensoorten. Verder leven er 48 soorten ongewervelden, waarvan 10 niet oorspronkelijk van het eiland afkomstig zijn.
Sint-Helena – Ascension – Tristan da Cunha

Gough (Gough · Isolda Rock · Penguin · Saddle) · Inaccessible (Cave Rock · Inaccessible) · Nightingale-eilanden (Middle · Nightingale · Stoltenhoff) · Tristan da Cunha